# 氣の研究会
財団法人 氣の研究会（きのけんきゅうかい、英：Ki no Kenkyukai）は心身統一合氣道を主宰していた合気道団体。厚生労働省所管の財団法人で、本部は栃木県にあった。
1971年、藤平光一が組織した。1974年、合気道の一流派として心身統一合氣道が創立され、1977年、厚生省（当時）より「財団法人氣の研究会」の認可を受けた。2008年から行われている公益法人制度改革により総ての活動を休止した。
本部道場建設時の資金融資を受けていた足利銀行の経営破綻による一時国有化により、足利銀行の保有していた債権が整理回収機構へ譲渡され、財団運営が困難となったために事業停止、2013年12月に厚生労働省の命令により解散。2014年11月19日、東京地方裁判所より破産手続の開始決定を受け倒産した。負債総額はおよそ20億円。
心身統一合氣道は現在、2010年に新たに組織された一般社団法人心身統一合氣道会でその指導と普及が行われている。